# هيتاسيلين
هيتاسيلين Hetacillin هو بيتا لاكتام. هيتاسيلين هو طليعة دواء وليس لديها أي فعالية أساسية ضد الجراثيم، ويتم تحويله من قبل الجسم إلى أمبيسيلين ، التي تنشط ضد مجموعة متنوعة من العضويات الدقيقة.

## الإعطاء
يعطى الهيتاسيلين فمويا. على شكل ملح بوتاسيوم، هيتاسيلين البوتاسيوم، ويعطى بواسطة الحقن، إما عن طريق الوريد أو العضل.
تمت إزالة هيتاسيلين من السوق للاستخدام البشري عندما تم اكتشاف أنه يتحول في الجهاز الهضمي إلى الفورمالدهيد وليس لديه أي فائدة في المشتقات غير الاسترية (أي أمبيسيلين).

## الكيمياء
يتم تحضير هيتاسيلين من الأمبيسلين والأسيتون. في المحاليل المائية أنه غير مستقر، وله عمر نصف 15-30 دقيقة في 37 °م (99 °ف) و pH 7, بسرعة يطلق الأسيتون مرة أخرى.